# متدیسم
کلیسای متدیست (Methodist) در سال ۱۷۳۸ منشعب از کلیسای پروتستان انگلستان به دست چارلز وزلی و جان وزلی بنا نهاده شد و در ۱۷۸۴ در شهر بالتیمور ایالت مریلند ایالات متحده به‌طور رسمی فعالیت خود را آغاز کرد.
متدیست‌ها به شدت به این نکته که زندگی اجتماعی آینه تجلی دین است و هیچ دستوری قابل بحث نیست مگر اینکه در زندگی روزمره تأثیر خود را نشان دهد باورمند هستند.

## جدایی از کلیسای انگلیکن
جان وزلی در هنگام تحصیل در دانشگاه آکسفورد با گرد آوردن بسیاری از دانشجوهای باورمند به مسیحیت، گروهی را به نام کلوب مقدس تشکیل داد. او به همراه برادر خود چارلز، مجموعه سفرهایی را به اقصا نقاط بریتانیا انجام داد و در همه جا مردم را به توبه واقعی و بازگشت به سوی مسیح دعوت می‌کرد. پس از انقلاب آمریکا و بازگشت بسیاری از کشیشان کلیسای انگلیکن به بریتانیا، جان وزلی بنیان‌گذار کلیسای متدیست، اسقفی به نام توماس کوک را روانهٔ ایالات متحده کرد که او به همراه اسقفی دیگر به نام فرانسیس اَزبِری،  کلیسای اسقفی متودیست را در ایالات متحده بنا نهادند. کلیسای متدیست در موج نخست و دوم گسترش پروتستانیزم در ایالات متحده در سده هجدهم میلادی به شدت پیشرفت کرد و امروزه یکی از بزرگ‌ترین و تأثیر گذارترین کلیساهای ایالات متحده است.
با اضافه شدن بر شمار مبلغان متدیست در آمریکا به ویژه در اواخر سده هجدهم، این کلیسا به صورت کامل از امپراتوری بریتانیا و کلیسای انگلیکن جدا شد.

## الهیات
کلیسای متدیست دیدگاه آرمینیوسی را در خصوص رستگاری اتخاذ می‌کند. بر پایه این دیدگاه کلیسای متدیست مخالف با باورهای جبرگرایانه دربارهٔ مشیت الهی است. آن‌ها به آزادی ارادهٔ انسان در پذیرش یا رد رستگاری باورمند هستند. در واقع خلاصه آموزه‌های کلیسای متدیست در پرسشنامه آموزه‌های این کلیسا درج شده‌است:
همه نیاز به نجات دارند، مسیح کفارهٔ همه را داده‌است، باشد که همه با تعهد بدان نجات یابیم، باشد که همه از این نجات تقدیس یابیم— A Catechism for the Use of the People Called Methodists، 

این کلیسا نیز به مانند دیگر کلیساهای پروتستان، کلیسای کاتولیک و همچنین کلیسای ارتدکس و ارتدکس شرقی باورمند به مسئله تثلیث است. از میان هفت راز مقدس آنان تنها به مراسم شام خداوند (با تفسیری متفاوت‌تر نسبت به کلیسای کاتولیک) و همچنین غسل تعمید معتقد هستند.

## متدیسم معاصر
امروزه نه تنها این کلیسا یکی از بزرگ‌ترین جریان‌های کلیسای پروتستان است بلکه از نظر تشکیلاتی و شمار پیروان نیز یکی از بزرگ‌ترین کلیساهای جهان به‌شمار می‌آید. این کلیسا در تمامی قاره‌های جهان پیرو دارد که اکثریت پیروان آن در بریتانیا، کانادا و ایالات متحده زندگی می‌کنند.
این کلیسا به صورت شورایی؛ توسط انجمنی به‌نام انجمن جهانی کلیسای متدیست که مقر آن در شهر لیک جونالوسکا ایالت کارولینای شمالی واقع شده‌است، اداره می‌شود.